# Новое Пошатово
Новое Пошатово — деревня в Енкаевском сельском поселении Кадомского района Рязанской области.
Расположена на левом берегу Лисы в 8 км северу от районного центра Кадома, в 170 км к востоку от Рязани. С северо-запада к деревне примыкает малая деревня Еромчино.
Имеется подъездная дорога от автодороги Восход — Кадом.
Первое упоминание о деревне относят к 1648 году.
| 1984 | 2010 |
| ---- | ---- |
| 60   | ↗66  |